# PG2000
PG2000は、英華達が開発した、大衆電信のPHS方式及びGSM方式の携帯電話である。
PHSでの日本国ローミングとGSM900/1800/1900でのローミングに対応しており、韓国を除く全世界で使える。

## 概要
大衆電信初のQVGA機。

## 歴史
- 2007年7月6日 : 英華達股イ分有限公司 PG2000 電気通信端末機器審査協会 (JATE)通過（A07-0287001）[1]。
- 2007年8月2日 : 発表。予価14,900元。

## 色
- 黒
- 赤

## 機能

### メール
POP3メール、Webメール対応。

#### POP3メール
対応POP3メール。
- Hinet
- PChome
- 智邦

対応添付ファイルフォーマット。200kB以下。
- 着メロ・音楽 : MID、MP3、AMR。
- 画像 : JPG、GIF、BMP、PNG。
- 動画 : AVI、3GP。
- 文書 : TXT、PRC、PDB。
- Java : JAD、JAR。

#### Webメール
対応Webメール。
- Gmail
- Hotmail
- PChome
- Yahoo
- Hinet
- 智邦

### フルブラウザ
フルブラウザ。

### Outlook
Outlook。